# PiRNA (biologia)
piRNA (ang. piwi-interacting RNA) – niekodujące cząsteczki RNA (ncRNA, ang. noncoding RNA) wykazujące aktywność małych regulatorowych RNA (srRNA, ang. small regulatory RNA), tworzące kompleksy z białkami piwi i biorące udział w epigenetycznych oraz potranskrypcyjnych mechanizmach wyciszania retrotranspozonów i innych elementów genetycznych związanych z przemieszczaniem się genów w procesie transpozycji. Cząsteczki piRNA wykazują ekspresję w komórkach zwierząt, głównie w męskich komórkach płciowych, w procesie spermatogenezy. Jedną z charakterystycznych cech cząsteczek piRNA jest ich największa długość (26-31 nukleotydów) spośród znanych klas małych, niekodujących, regulatorowych RNA, jak: siRNA (ang. small interfering RNA), tasiRNA (ang. trans-acting small interfering RNA), rasiRNA (ang. repeat-associated small interfering RNA), tncRNA (ang. tiny noncoding RNA), miRNA (mikroRNA) oraz saRNA (ang. small activating RNA). Szlak syntezy i dojrzewania piRNA jest słabo poznany (stan wiedzy z roku 2012). Wykazano, że różni się on istotnie od biosyntezy cząsteczek miRNA i siRNA, prezentując jednak wiele podobieństw do szlaku syntezy małych interferujących czynników trans-rasiRNA, które mogą stanowić podklasę piRNA.

## Charakterystyczne cechy piRNA

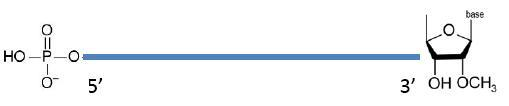
Struktura piRNA

- długość między 26 a 32 nukleotydów[1]
- biogeneza niezależna od białka dicer, amplifikacja piRNA według modelu „ping-pong”
- tworzenie kompleksów piRNA-białka piwi: HILI, HIWI1, HIWI2 (człowiek), MILI, MIWI, MIWI2 (mysz), Piwi, Aubergine, Ago3 (muszka owocowa), RG-1 (nicień Caenorhabditis elegans)[1]
- udział w wyciszaniu transpozonów i powtórzeń DNA, u ssaków także w metylacji DNA sekwencji transpozonowych
- brak wspólnego motywu sekwencji (niski konserwatyzm sekwencyjny)[1]
- brak wspólnego motywu II-rzędowej struktury przestrzennej cząsteczek[6]
- piRNA zidentyfikowano w komórkach zwierząt: bezkręgowców i kręgowców[1],
- różne gatunki charakteryzuje często odmienna biogeneza i różny model działania, przy zachowaniu tej samej funkcji cząsteczek piRNA[1],
- jak dotąd (2012), w komórkach ssaczych poznano setki tysięcy różnych piRNA, a powstanie tak dużej liczby tych cząsteczek może być związane z niewielkim konserwatyzmem sekwencji tych cząsteczek[7], gdzie w komórkach myszy opisano ponad 50 000 a w komórkach muszki owocowej ponad 13 000 różnych sekwencji piRNA[8]
- cząsteczki piRNA podlegają często modyfikacjom zarówno od 5’ jak i 3’ końca, co tłumaczy się zwiększeniem ich trwałości i stabilności w komórkach[9]
- 5’ koniec piRNA zakończony jest nukleotydem urydynowym (U) zarówno w przypadku kręgowców, jak i bezkręgowców[1],
- cząsteczki piRNA w komórkach nicienia Caenorhabditis elegans zawierają monofosforan na końcu 5', natomiast koniec 3’ nici podlega modyfikacji blokującej grupę hydroksylową w pozycji 2’ lub 3’ rybozy[10]
- obecność modyfikacji potranskrypcyjnej, 2'-O-metylo-RNA, na 3’ końcu cząsteczek piRNA potwierdzono w komórkach muszki owocowej[11], komórkach ryby Danio[12], komórkach myszy[13], jak również komórkach szczura[12].

## Lokalizacja komórkowa
Sekwencje piRNA znaleziono w całym genomie, w klastrach zawierających kilka do kilku tysięcy piRNA, tworzących ciągi sekwencji o długości od 1-100 000 par zasad. W przeciwieństwie do samej sekwencji piRNA, klastry piRNA wykazują znaczny konserwatyzm między różnymi gatunkami zwierząt. W ssakach, piRNA znaleziono zarówno w komórkach jąder jak i jajników chociaż badania wskazują, że ekspresja piRNA jest niezbędna tylko w przypadku spermatogenezy. W przypadku bezkręgowców, obecność piRNA stwierdzono zarówno w komórkach rozrodczych męskich jak i żeńskich.
Na poziomie komórkowym, piRNA zlokalizowano zarówno w obrębie jądra komórkowego jak i cytoplazmy, co sugeruje że biosynteza i funkcja piRNA może być rozdzielona przestrzennie.

## Biogeneza
Mechanizm powstawania piRNA nie jest jeszcze poznany, do tej pory (2012) nie zidentyfikowano żadnych dwuniciowych prekursorów tych cząsteczek. Według jednego z modeli piRNA mogą powstawać z długich transkryptów trawionych na krótkie fragmenty. Długość piRNA sugeruje jednak, że w ich tworzenie nie jest zaangażowana rybonukleaza Dicer. Po raz pierwszy piRNA zidentyfikowano w kompleksach z białkiem Miwi i Riwi (mysie i szczurze odpowiedniki ludzkiego Piwi). Zazwyczaj tylko jedna z nici DNA koduje piRNA, może się jednak zdarzyć, że są one także kodowane na drugiej, komplementarnej nici. Biogeneza piRNA jest wysoce konserwatywna, jednak sekwencyjnie piRNA nie są zachowawcze. Wspiera to model, według którego piRNA wpływają na ekspresję tych samych loci, z których powstają.

## Funkcja
Rodzina białek Piwi uczestniczy w mejozie i podtrzymaniu linii zarodkowych komórek macierzystych, jednak ich rola nie jest jeszcze w pełni znana. Jak dotąd, funkcja piRNA nie została poznana. Jednakże
prawdopodobna wydaje się być hipoteza, iż uczestniczą one w gametogenezie.